# Giải vô địch bóng đá U-19 châu Á 2016
Giải vô địch bóng đá U-19 châu Á 2016 là phiên bản thứ 39 của giải đấu tổ chức bởi liên đoàn bóng đá châu Á dành cho lứa tuổi U-19 của các liên đoàn thành viên. Giải đấu cho đến nay được tổ chức mỗi lần 2 năm. Bahrain là chủ nhà vòng chung kết của giải đấu năm 2016, tổng cộng sẽ có 16 đội tuyển U-19 tham dự vòng chung kết sau khi vượt qua vòng loại. Thời gian diễn ra vòng chung kết từ ngày 13 tháng 10 đến ngày 30 tháng 10 năm 2016.
Các đội bóng lọt vào tới vòng bán kết của giải đấu sẽ giành vé tham dự vòng chung kết giải vô địch bóng đá U-20 thế giới 2017 tại Hàn Quốc.
Đội tuyển Nhật Bản đã giành chức vô địch đầu tiên trong lịch sử sau khi vượt qua đội tuyển Ả Rập Xê Út với tỉ số 5–3 bằng loạt đá luân lưu 11m sau khi hai đội hòa nhau với tỉ số 0–0 trong suốt 120 phút thi đấu chính thức.

## Vòng loại
Lễ bốc thăm vòng loại diễn ra ngày 5 tháng 6 năm 2015, tổng số có 43 đội tuyển tham gia, chia làm 10 bảng. Có 10 đội xếp nhất và 5 đội xếp nhì có thành tích tốt nhất vòng loại sẽ giành vé tham dự vòng chung kết cùng chủ nhà Bahrain.
Vòng loại diễn ra từ ngày 28 tháng 9 đến ngày 6 tháng 10 năm 2015.

### Các đội vượt qua vòng loại
Có 15 đội bóng cùng chủ nhà Bahrain đã vượt qua vòng loại giành vé tham dự vòng chung kết.
| Đội tuyển         | Tư cách vượt qua vòng loại          | Tham dự | Thành tích tốt nhất lần trước                                                    |
| ----------------- | ----------------------------------- | ------- | -------------------------------------------------------------------------------- |
| Bahrain           | Chủ nhà                             | 9       | Á quân (1986)                                                                    |
| Nhật Bản          | Bảng J Nhất bảng                    | 36      | Á quân (1973, 1994, 1998, 2000, 2002, 2006)                                      |
| Iraq              | Bảng F Nhất bảng                    | 16      | Vô địch (1975, 1977, 1978, 1988, 2000)                                           |
| Trung Quốc        | Bảng I Nhất bảng                    | 17      | Vô địch (1985)                                                                   |
| Việt Nam          | Bảng G Nhất bảng                    | 7       | Vòng bảng (2002, 2004, 2006, 2010, 2012, 2014)                                   |
| Uzbekistan        | Bảng A Nhất bảng                    | 7       | Á quân (2008)                                                                    |
| Hàn Quốc          | Bảng H Nhất bảng                    | 37      | Vô địch (1959, 1960, 1963, 1978, 1980, 1982, 1990, 1996, 1998, 2002, 2004, 2012) |
| Tajikistan        | Bảng F (Đội nhì tốt nhất) Nhì bảng  | 3       | Vòng bảng (2006, 2008)                                                           |
| UAE               | Bảng C Nhất bảng                    | 13      | Vô địch (2008)                                                                   |
| Úc                | Bảng J (Đội nhì tốt thứ 2) Nhì bảng | 6       | Á quân (2010)                                                                    |
| Qatar             | Bảng D Nhất bảng                    | 13      | Vô địch (2014)                                                                   |
| Thái Lan          | Bảng H (Đội nhì xếp thứ 3) Nhì bảng | 32      | Vô địch (1962, 1969)                                                             |
| Ả Rập Xê Út       | Bảng B Nhất bảng                    | 13      | Vô địch (1986, 1992)                                                             |
| CHDCND Triều Tiên | Bảng I (Đội nhì xếp thứ 4) Nhì bảng | 12      | Vô địch (1976, 2006, 2010)                                                       |
| Iran              | Bảng E Nhất bảng                    | 20      | Vô địch (1973, 1974, 1975, 1976)                                                 |
| Yemen             | Bảng B (Đội nhì xếp thứ 5) Nhì bảng | 6       | Vòng bảng (1978, 2004, 2008, 2010, 2014)                                         |

## Địa điểm
Giải đấu được diễn ra tại hai địa điểm:
| Riffa                                   | RiffaIsa TownGiải vô địch bóng đá U-19 châu Á 2016 (Bahrain) |
| --------------------------------------- | ------------------------------------------------------------ |
| Sân vận động Quốc gia Bahrain           | RiffaIsa TownGiải vô địch bóng đá U-19 châu Á 2016 (Bahrain) |
| Sức chứa: 30.000                        | RiffaIsa TownGiải vô địch bóng đá U-19 châu Á 2016 (Bahrain) |
|                                         | RiffaIsa TownGiải vô địch bóng đá U-19 châu Á 2016 (Bahrain) |
| Isa Town                                | RiffaIsa TownGiải vô địch bóng đá U-19 châu Á 2016 (Bahrain) |
| Sân vận động Thành phố Thể thao Khalifa | RiffaIsa TownGiải vô địch bóng đá U-19 châu Á 2016 (Bahrain) |
| Sức chứa: 20.000                        | RiffaIsa TownGiải vô địch bóng đá U-19 châu Á 2016 (Bahrain) |

## Bốc thăm chia bảng
Lễ bốc thăm vòng chung kết được diễn ra lúc 19h00 ngày 30 tháng 4 năm 2016 (UTC +3) ở Manama. Các đội lọt vào vòng chung kết được chia thành 4 nhóm hạt giống căn cứ theo thành tích tốt nhất của họ ở giải đấu năm 2014.
| Nhóm 1                                                                     | Nhóm 2                                   | Nhóm 3                         | Nhóm 4                                       |
| -------------------------------------------------------------------------- | ---------------------------------------- | ------------------------------ | -------------------------------------------- |
| Bahrain (Chủ nhà; Hạt giống A1) · Qatar · CHDCND Triều Tiên · Uzbekistan · | Nhật Bản · Thái Lan · UAE · Trung Quốc · | Úc · Iraq · Hàn Quốc · Yemen · | Iran · Việt Nam · Ả Rập Xê Út · Tajikistan · |

## Cầu thủ
Các cầu thủ đủ điều kiện tham gia giải đấu khi sinh vào hoặc sau ngày 1 tháng 1 năm 1997. Mỗi đội được đăng ký tối đa 23 cầu thủ và tối thiểu phải có 3 cầu thủ được đăng ký vị trí thủ môn.

## Vòng bảng
Hai đội bóng đứng đầu của mỗi bảng giành quyền vào vòng tứ kết.

Tiêu chí xếp hạng
Các đội trong mỗi bảng được xếp hạng theo số điểm thu được với quy định 3 điểm cho 1 trận thắng, 1 điểm cho 1 trận hòa và 0 điểm cho thất bại. Nếu các đội cùng bảng bằng điểm nhau sẽ căn cứ theo các nguyên tắc ưu tiên lần lượt sau đây:
1. Số điểm ở thành tích đối đầu trực tiếp.
2. Hiệu số bàn thắng ở thành tích đối đầu trực tiếp.
3. Tổng số bàn thắng mỗi đội ở trận đối đầu trực tiếp.
4. Hiệu số bàn thắng thua khi thi đấu trong bảng.
5. Tổng số bàn thắng khi thi đấu trong bảng.
6. Sút luân lưu để phân định.
7. Tổng số điểm từ thẻ phạt, đội nào điểm thấp hơn sẽ giành quyền đi tiếp. Điểm thẻ được tính như sau: 1 điểm cho thẻ vàng, 3 điểm thẻ đỏ từ 2 thẻ vàng trong 1 trận đấu, 3 điểm cho thẻ đỏ trực tiếp, 4 điểm cho 1 thẻ vàng và theo sau đó là thẻ đỏ trực tiếp trong cùng 1 trận đấu.
8. Bốc thăm.

Tất cả thời gian đều diễn ra theo giờ địa phương, AST (UTC+3).

### Bảng A
| VT | Đội         | ST | T | H | B | BT | BB | HS | Đ | Giành quyền tham dự     |
| -- | ----------- | -- | - | - | - | -- | -- | -- | - | ----------------------- |
| 1  | Bahrain (H) | 3  | 2 | 0 | 1 | 7  | 6  | +1 | 6 | Vòng đấu loại trực tiếp |
| 2  | Ả Rập Xê Út | 3  | 2 | 0 | 1 | 8  | 4  | +4 | 6 | Vòng đấu loại trực tiếp |
| 3  | Hàn Quốc    | 3  | 2 | 0 | 1 | 6  | 4  | +2 | 6 |                         |
| 4  | Thái Lan    | 3  | 0 | 0 | 3 | 3  | 10 | −7 | 0 |                         |

| Thái Lan         | 1–3      | Hàn Quốc                                                   |
| ---------------- | -------- | ---------------------------------------------------------- |
| Amornlerdsak 76' | Chi tiết | Jeong Tae-Wook 13' · Han Chan-Hee 40' · Kang Ji-Hoon 90+3' |

| Bahrain                                                 | 3–2      | Ả Rập Xê Út                         |
| ------------------------------------------------------- | -------- | ----------------------------------- |
| M. Marhoon 41' · M.Yusuf 49' (ph.đ.) · A. Mohamed 90+4' | Chi tiết | Al Anaze 56' · Al Anaje 79' (ph.đ.) |

| Ả Rập Xê Út                                                     | 4–0      | Thái Lan |
| --------------------------------------------------------------- | -------- | -------- |
| Al-Anaze 43' · Al-Muwallad 60' · Al-Khulaif 68' · Ghareeb 90+3' | Chi tiết |          |

| Hàn Quốc                  | 2–1      | Bahrain     |
| ------------------------- | -------- | ----------- |
| Cho Young-Wook 84', 90+2' | Chi tiết | Ebrahim 56' |

| Bahrain                                         | 3–2      | Thái Lan               |
| ----------------------------------------------- | -------- | ---------------------- |
| Yusuf 12' (ph.đ.) · Bughammar 47' · Al Naar 51' | Chi tiết | Phaso 30' · Jaided 84' |

| Hàn Quốc          | 1–2      | Ả Rập Xê Út                |
| ----------------- | -------- | -------------------------- |
| Kim Geun-Jung 32' | Chi tiết | Al-Najai 38' · Al-Amri 64' |

### Bảng B
| VT | Đội               | ST | T | H | B | BT | BB | HS | Đ | Giành quyền tham dự     |
| -- | ----------------- | -- | - | - | - | -- | -- | -- | - | ----------------------- |
| 1  | Iraq              | 3  | 2 | 1 | 0 | 5  | 0  | +5 | 7 | Vòng đấu loại trực tiếp |
| 2  | Việt Nam          | 3  | 1 | 2 | 0 | 3  | 2  | +1 | 5 | Vòng đấu loại trực tiếp |
| 3  | UAE               | 3  | 1 | 1 | 1 | 4  | 3  | +1 | 4 |                         |
| 4  | CHDCND Triều Tiên | 3  | 0 | 0 | 3 | 2  | 9  | −7 | 0 |                         |

| CHDCND Triều Tiên   | 1–2      | Việt Nam                            |
| ------------------- | -------- | ----------------------------------- |
| Ryang Hyon-Ju 90+2' | Chi tiết | Hà Đức Chinh 70' · Đoàn Văn Hậu 90' |

| UAE | 0–1      | Iraq       |
| --- | -------- | ---------- |
|     | Chi tiết | Kareem 26' |

| Việt Nam       | 1–1      | UAE              |
| -------------- | -------- | ---------------- |
| Hồ Minh Dĩ 21' | Chi tiết | Omar 58' (ph.đ.) |

| Iraq                                                | 4–0      | CHDCND Triều Tiên |
| --------------------------------------------------- | -------- | ----------------- |
| Fayad 54' (ph.đ.) · Kareem 63', 65' · Abdulnabi 79' | Chi tiết |                   |

| CHDCND Triều Tiên | 1–3      | UAE                                        |
| ----------------- | -------- | ------------------------------------------ |
| Han Kwang-Song 8' | Chi tiết | Rashid 31' · Al Matroushi 52' · Yaqoob 77' |

| Iraq | 0–0      | Việt Nam |
| ---- | -------- | -------- |
|      | Chi tiết |          |

### Bảng C
| VT | Đội      | ST | T | H | B | BT | BB | HS | Đ | Giành quyền tham dự     |
| -- | -------- | -- | - | - | - | -- | -- | -- | - | ----------------------- |
| 1  | Nhật Bản | 3  | 2 | 1 | 0 | 6  | 0  | +6 | 7 | Vòng đấu loại trực tiếp |
| 2  | Iran     | 3  | 1 | 2 | 0 | 2  | 1  | +1 | 5 | Vòng đấu loại trực tiếp |
| 3  | Qatar    | 3  | 1 | 1 | 1 | 2  | 4  | −2 | 4 |                         |
| 4  | Yemen    | 3  | 0 | 0 | 3 | 0  | 5  | −5 | 0 |                         |

| Nhật Bản                           | 3–0      | Yemen |
| ---------------------------------- | -------- | ----- |
| Ogawa 47' · Iwasaki 79' · Hara 88' | Chi tiết |       |

| Qatar                  | 1–1      | Iran            |
| ---------------------- | -------- | --------------- |
| Razzaghpour 38' (l.n.) | Chi tiết | Razzaghpour 58' |

| Iran | 0–0      | Nhật Bản |
| ---- | -------- | -------- |
|      | Chi tiết |          |

| Yemen | 0–1      | Qatar     |
| ----- | -------- | --------- |
|       | Chi tiết | Umaru 84' |

| Qatar | 0–3      | Nhật Bản                                 |
| ----- | -------- | ---------------------------------------- |
|       | Chi tiết | Iwasaki 14' · Miyoshi 45' · Tomiyasu 62' |

| Yemen | 0–1      | Iran            |
| ----- | -------- | --------------- |
|       | Chi tiết | Razzaghpour 45' |

### Bảng D
| VT | Đội        | ST | T | H | B | BT | BB | HS | Đ | Giành quyền tham dự     |
| -- | ---------- | -- | - | - | - | -- | -- | -- | - | ----------------------- |
| 1  | Uzbekistan | 3  | 2 | 1 | 0 | 5  | 3  | +2 | 7 | Vòng đấu loại trực tiếp |
| 2  | Tajikistan | 3  | 1 | 1 | 1 | 3  | 2  | +1 | 4 | Vòng đấu loại trực tiếp |
| 3  | Úc         | 3  | 1 | 1 | 1 | 3  | 3  | 0  | 4 |                         |
| 4  | Trung Quốc | 3  | 0 | 1 | 2 | 0  | 3  | −3 | 1 |                         |

| Uzbekistan                        | 2–1      | Tajikistan |
| --------------------------------- | -------- | ---------- |
| Davlatjonov 67' · Yakhshiboev 73' | Chi tiết | Saidov 21' |

| Trung Quốc | 0–1      | Úc         |
| ---------- | -------- | ---------- |
|            | Chi tiết | Shabow 47' |

| Tajikistan                    | 2–0      | Trung Quốc |
| ----------------------------- | -------- | ---------- |
| Panshanbe 3' · Hamroqulov 65' | Chi tiết |            |

| Úc                                            | 2–3      | Uzbekistan                             |
| --------------------------------------------- | -------- | -------------------------------------- |
| Youlley 64' (ph.đ.) · Blackwood 90+5' (ph.đ.) | Chi tiết | Abdukhalikov 28' · Ibrokhimov 39', 46' |

| Uzbekistan | 0–0      | Trung Quốc |
| ---------- | -------- | ---------- |
|            | Chi tiết |            |

| Úc | 0–0      | Tajikistan |
| -- | -------- | ---------- |
|    | Chi tiết |            |

## Vòng đấu loại trực tiếp
Trong vòng đấu loại trực tiếp, hiệp phụ và loạt sút luân lưu được sử dụng để quyết định đội thắng nếu cần thiết.

### Sơ đồ
|  | Tứ kết                 | Tứ kết                 |                     |       | Bán kết | Bán kết |  |  | Chung kết | Chung kết |
|  |                        |                        |                     |       |         |         |  |  |           |           |
|  | 23 tháng 10 – Riffa    |                        |                     |       |         |         |  |  |           |           |
|  |                        |                        |                     |       |         |         |  |  |           |           |
|  | Bahrain                | 0                      |                     |       |         |         |  |  |           |           |
|  | Bahrain                | 0                      | 27 tháng 10 – Riffa |       |         |         |  |  |           |           |
|  | Việt Nam               | 1                      |                     |       |         |         |  |  |           |           |
|  | Việt Nam               | 1                      | Việt Nam            | 0     |         |         |  |  |           |           |
|  | 24 tháng 10 – Riffa    |                        | Việt Nam            | 0     |         |         |  |  |           |           |
|  |                        | Nhật Bản               | 3                   |       |         |         |  |  |           |           |
|  | Nhật Bản               | Nhật Bản               | 3                   | 4     |         |         |  |  |           |           |
|  | Nhật Bản               |                        | 30 tháng 10 – Riffa | 4     |         |         |  |  |           |           |
|  | Tajikistan             | 0                      |                     |       |         |         |  |  |           |           |
|  | Tajikistan             | 0                      | Nhật Bản (p)        | 0 (5) |         |         |  |  |           |           |
|  | 23 tháng 10 – Isa Town |                        | Nhật Bản (p)        | 0 (5) |         |         |  |  |           |           |
|  |                        | Ả Rập Xê Út            | 0 (3)               |       |         |         |  |  |           |           |
|  | Iraq                   | Ả Rập Xê Út            | 0 (3)               | 2 (5) |         |         |  |  |           |           |
|  | Iraq                   | 27 tháng 10 – Isa Town |                     | 2 (5) |         |         |  |  |           |           |
|  | Ả Rập Xê Út (p)        | 2 (6)                  |                     |       |         |         |  |  |           |           |
|  | Ả Rập Xê Út (p)        | 2 (6)                  | Ả Rập Xê Út         | 6     |         |         |  |  |           |           |
|  | 24 tháng 10 – Isa Town |                        | Ả Rập Xê Út         | 6     |         |         |  |  |           |           |
|  |                        | Iran                   | 5                   |       |         |         |  |  |           |           |
|  | Uzbekistan             | Iran                   | 5                   | 0     |         |         |  |  |           |           |
|  | Uzbekistan             |                        |                     | 0     |         |         |  |  |           |           |
|  | Iran                   | 2                      |                     |       |         |         |  |  |           |           |
|  | Iran                   | 2                      |                     |       |         |         |  |  |           |           |

### Tứ kết
Các đội thắng đủ điều kiện cho giải vô địch bóng đá U-20 thế giới 2017.
| Iraq                                                              | 2–2 (s.h.p.) | Ả Rập Xê Út                                                                 |
| ----------------------------------------------------------------- | ------------ | --------------------------------------------------------------------------- |
| Hussein 75' · Fayyadh 79'                                         | Chi tiết     | Al-Anaze 65' · A. Al-Yami 69'                                               |
| Loạt sút luân lưu                                                 |              |                                                                             |
| Habeeb · M. Kareem · Hussein · Fayyadh · Jalal · Abdulnabi · Hadi | 5–6          | Al-Dawsari · Ghareeb · A. Al-Yami · Al-Amri · Al-Najei · Zabani · Al-Saluli |

| Bahrain | 0–1      | Việt Nam       |
| ------- | -------- | -------------- |
|         | Chi tiết | Trần Thành 72' |

| Nhật Bản                               | 4–0      | Tajikistan |
| -------------------------------------- | -------- | ---------- |
| Ogawa 8', 73' · Doan 19' · Iwasaki 88' | Chi tiết |            |

| Uzbekistan | 0–2      | Iran            |
| ---------- | -------- | --------------- |
|            | Chi tiết | Jafari 14', 47' |

### Bán kết
| Ả Rập Xê Út                                                             | 6–5      | Iran                                                                         |
| ----------------------------------------------------------------------- | -------- | ---------------------------------------------------------------------------- |
| Al-Najei 18' (ph.đ.), 51' · Al-Khulaif 42' · A. Al-Yami 45+1', 64', 76' | Chi tiết | Jafari 45' · Aghasi 45+3' · Shekari 62' · Mehdikhani 75' · Karamolachaab 83' |

| Việt Nam | 0–3      | Nhật Bản                         |
| -------- | -------- | -------------------------------- |
|          | Chi tiết | Kishimoto 6' · Nakamura 10', 51' |

### Chung kết
| Nhật Bản                               | 0–0 (s.h.p.) | Ả Rập Xê Út                                 |
| -------------------------------------- | ------------ | ------------------------------------------- |
|                                        | Chi tiết     |                                             |
| Loạt sút luân lưu                      |              |                                             |
| Sakai · Doan · Endo · Nakayama · Ogawa | 5–3          | Al-Dawsari · Kariri · A. Al-Yami · Magrashi |

## Vô địch
| Vô địch Giải vô địch bóng đá U-19 châu Á 2016 |
| --------------------------------------------- |
| · Nhật Bản · Lần thứ 1                        |

## Giải thưởng
Cầu thủ xuất sắc nhất
- Doan Ritsu[8]

Vua phá lưới
- Sami Al-Najei[9]

Đội đoạt giải phong cách
- Nhật Bản

## Cầu thủ ghi bàn
4 bàn
- Sami Al-Najei
- Abdulrahman Al-Yami

3 bàn
- Reza Jafari
- Waleed Kareem Ali
- Iwasaki Yuto
- Ogawa Koki
- Rakan Al-Anaze

2 bàn
- Mohammed Al-Hardan
- Abolfazl Razzaghpour
- Mazin Fayyadh
- Nakamura Shunta
- Ayman Al-Khulaif
- Cho Young-wook
- Doston Ibrokhimov

1 bàn
- George Blackwood
- Mario Shabow
- Liam Youlley
- Talal Al Naar
- Ahemd Bughammar
- Sayed Ebrahim
- Mohamed Marhoon
- Ahmed Mohamed
- Aref Aghasi
- Reza Karamolachaab
- Mehdi Mehdikhani
- Reza Shekari
- Sajad Hussein
- Alaa Abbas Abdulnabi
- Doan Ritsu
- Hara Teruki
- Kishimoto Takeru
- Miyoshi Koji
- Tomiyasu Takehiro
- Han Kwang-song
- Ryang Hyon-ju
- Abdulrasheed Umaru
- Abdulelah Al-Amri
- Mansour Al-Muwallad
- Abdulrahman Ghareeb
- Han Chan-hee
- Jeong Tae-wook
- Kang Ji-hoon
- Kim Geon-ung
- Nuriddin Hamroqulov
- Ehson Panjshanbe
- Karomatullo Saidov
- Anon Amornlerdsak
- Supachai Jaided
- Sittichok Phaso
- Faisal Al Matroushi
- Ahmed Rashed
- Husain Abdulla Omar
- Jassem Yaqoub
- Bobur Abdukhalikov
- Sayidjamol Davlatjonov
- Jasurbek Yakhshiboev
- Hà Đức Chinh
- Hồ Minh Dĩ
- Đoàn Văn Hậu
- Trần Thành

1 bàn phản lưới nhà
- Abolfazl Razzaghpour (trong trận gặp Qatar)

Nguồn: the-afc.com

## Bảng xếp hạng giải đấu
Theo thường lệ quy ước thống kê trong bóng đá, các trận đấu được quyết định trong hiệp phụ được tính bằng thắng và thua, trong khi các trận đấu được quyết định bởi đá luân lưu 11m được tính bằng hòa.
| VT | Đội               | ST | T | H | B | BT | BB | HS  | Đ  | Kết quả chung cuộc  |
| -- | ----------------- | -- | - | - | - | -- | -- | --- | -- | ------------------- |
| 1  | Nhật Bản          | 6  | 4 | 2 | 0 | 13 | 0  | +13 | 14 | Vô địch             |
| 2  | Ả Rập Xê Út       | 6  | 3 | 2 | 1 | 16 | 11 | +5  | 11 | Á quân              |
| 3  | Iran              | 5  | 2 | 2 | 1 | 9  | 7  | +2  | 8  | Bán kết             |
| 4  | Việt Nam          | 5  | 2 | 2 | 1 | 4  | 5  | −1  | 8  | Bán kết             |
|    |                   |    |   |   |   |    |    |     |    |                     |
| 5  | Iraq              | 4  | 2 | 2 | 0 | 7  | 2  | +5  | 8  | Bị loại ở tứ kết    |
| 6  | Uzbekistan        | 4  | 2 | 1 | 1 | 5  | 5  | 0   | 7  | Bị loại ở tứ kết    |
| 7  | Bahrain (H)       | 4  | 2 | 0 | 2 | 7  | 7  | 0   | 6  | Bị loại ở tứ kết    |
| 8  | Tajikistan        | 4  | 1 | 1 | 2 | 3  | 6  | −3  | 4  | Bị loại ở tứ kết    |
|    |                   |    |   |   |   |    |    |     |    |                     |
| 9  | Hàn Quốc          | 3  | 2 | 0 | 1 | 6  | 4  | +2  | 6  | Bị loại ở vòng bảng |
| 10 | UAE               | 3  | 1 | 1 | 1 | 4  | 3  | +1  | 4  | Bị loại ở vòng bảng |
| 11 | Úc                | 3  | 1 | 1 | 1 | 3  | 3  | 0   | 4  | Bị loại ở vòng bảng |
| 12 | Qatar             | 3  | 1 | 1 | 1 | 2  | 4  | −2  | 4  | Bị loại ở vòng bảng |
| 13 | Trung Quốc        | 3  | 0 | 1 | 2 | 0  | 3  | −3  | 1  | Bị loại ở vòng bảng |
| 14 | Yemen             | 3  | 0 | 0 | 3 | 0  | 5  | −5  | 0  | Bị loại ở vòng bảng |
| 15 | Thái Lan          | 3  | 0 | 0 | 3 | 3  | 10 | −7  | 0  | Bị loại ở vòng bảng |
| 16 | CHDCND Triều Tiên | 3  | 0 | 0 | 3 | 2  | 9  | −7  | 0  | Bị loại ở vòng bảng |

## Các đội tuyển vượt qua vòng loại cho Cúp U-20 thế giới
Dưới đây là 5 đội tuyển từ AFC vượt qua vòng loại cho Giải vô địch bóng đá U-20 thế giới 2017, bao gồm Hàn Quốc vượt qua vòng loại làm chủ nhà.
| Đội tuyển   | Ngày vượt qua vòng loại | Tham dự lần trước trong giải đấu1                                                 |
| ----------- | ----------------------- | --------------------------------------------------------------------------------- |
| Hàn Quốc    | 5 tháng 12 năm 2013     | 13 (1979, 1981, 1983, 1991, 1993, 1997, 1999, 2003, 2005, 2007, 2009, 2011, 2013) |
| Ả Rập Xê Út | 23 tháng 10 năm 2016    | 7 (1985, 1987, 1989, 1993, 1999, 2003, 2011)                                      |
| Việt Nam    | 23 tháng 10 năm 2016    | 0 (lần đầu)                                                                       |
| Nhật Bản    | 24 tháng 10 năm 2016    | 8 (1979, 1995, 1997, 1999, 2001, 2003, 2005, 2007)                                |
| Iran        | 24 tháng 10 năm 2016    | 2 (1977, 2001)                                                                    |

1 Chữ đậm chỉ ra nhà vô địch cho năm đó. Chữ nghiêng chỉ ra chủ nhà cho năm đó.